# Dumbrăveni, Vrancea
Dumbrăveni este satul de reședință al comunei cu același nume din județul Vrancea, Muntenia, România. Se află în partea de sud a județului, în Subcarpații de Curbură, pe malul stâng al râului Râmna.
Denumită în vechime Târgul Cucului, localitatea s-a numit apoi Plaginești (după numele moșiei boierului Alexandru Plagino, care avea pe aici zeci de mii de hectare de arabil și păduri), devenit un timp Plăinești (cum apare la înregistrarea nașterii scriitorului Duiliu Zamfirescu din 1858, în Marele Dicționar Geografic al României din 1902 și în Enciclopedia României din 1938), Suvorov în timpul ocupației sovietice și Dumbrăveni după destalinizare.

## Personalități
- Duiliu Zamfirescu (1858 - 1922), scriitor;
- Gheorghe Plagino (1878 - 1949), primul sportiv care a reprezentat România la Jocurile Olimpice;
- George Ștefănescu (1914 - 2007), pictor și scenograf.

## Galerie

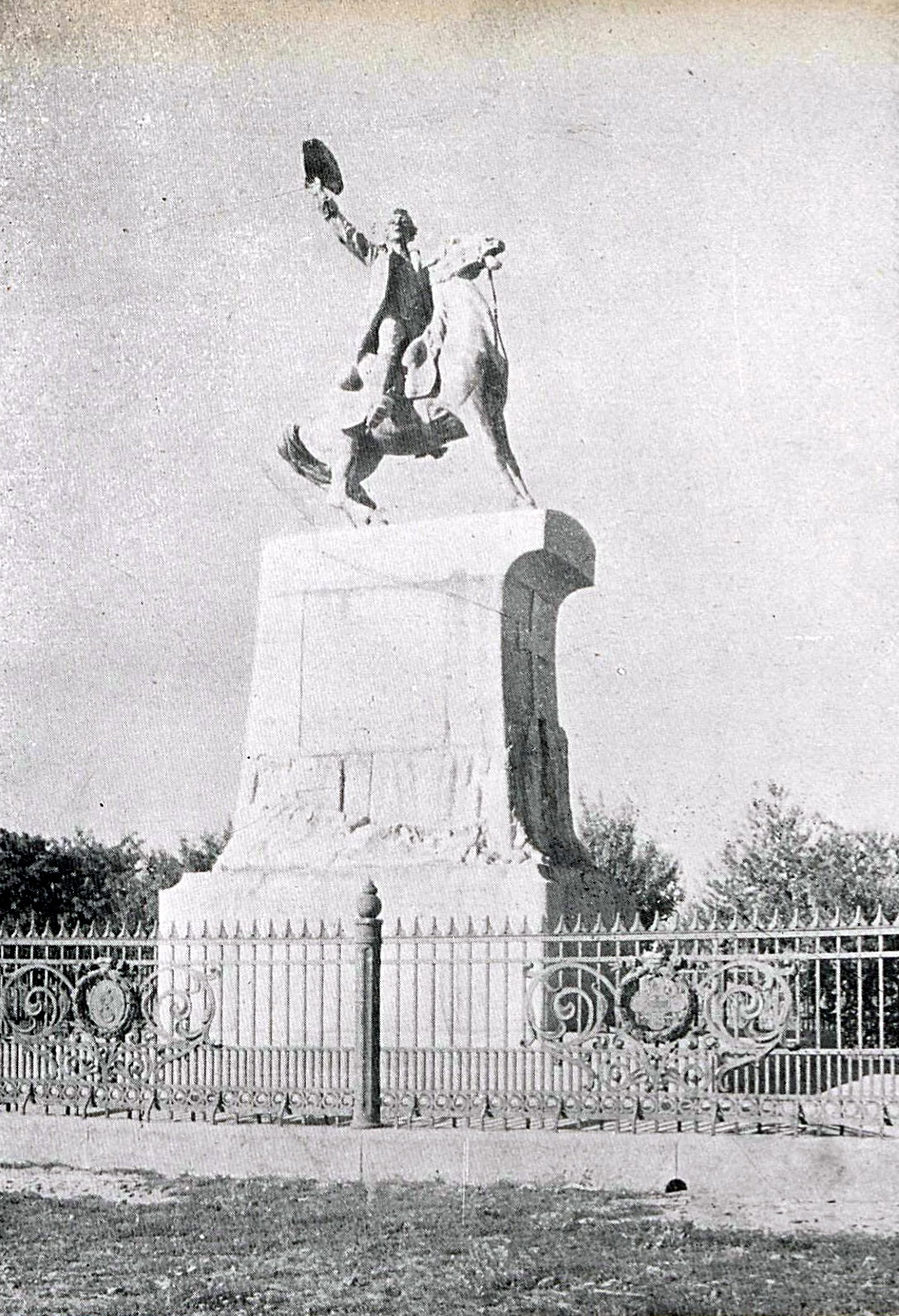
Monumentul lui Suvorov, 1916
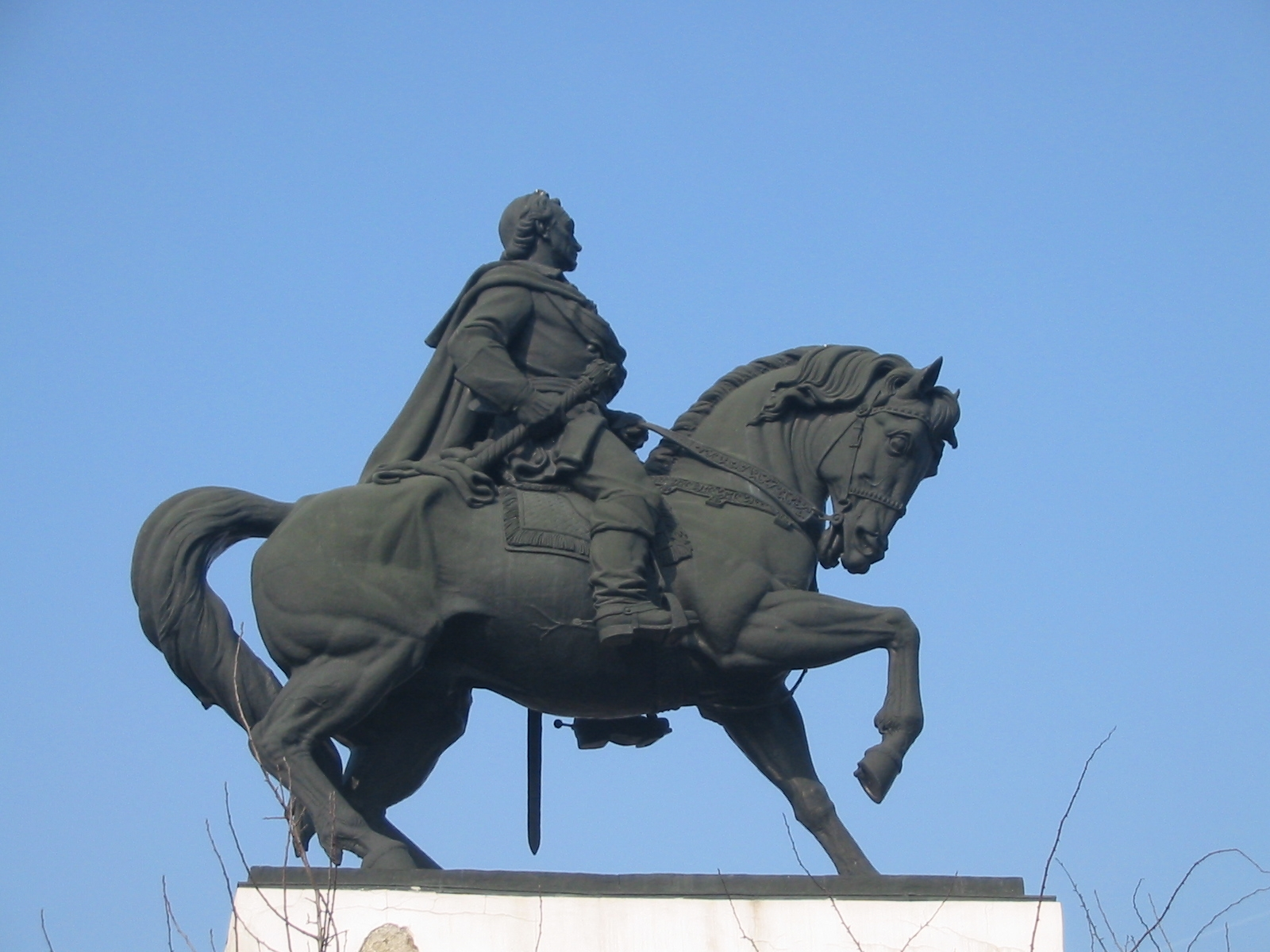
Monumentul lui Suvorov
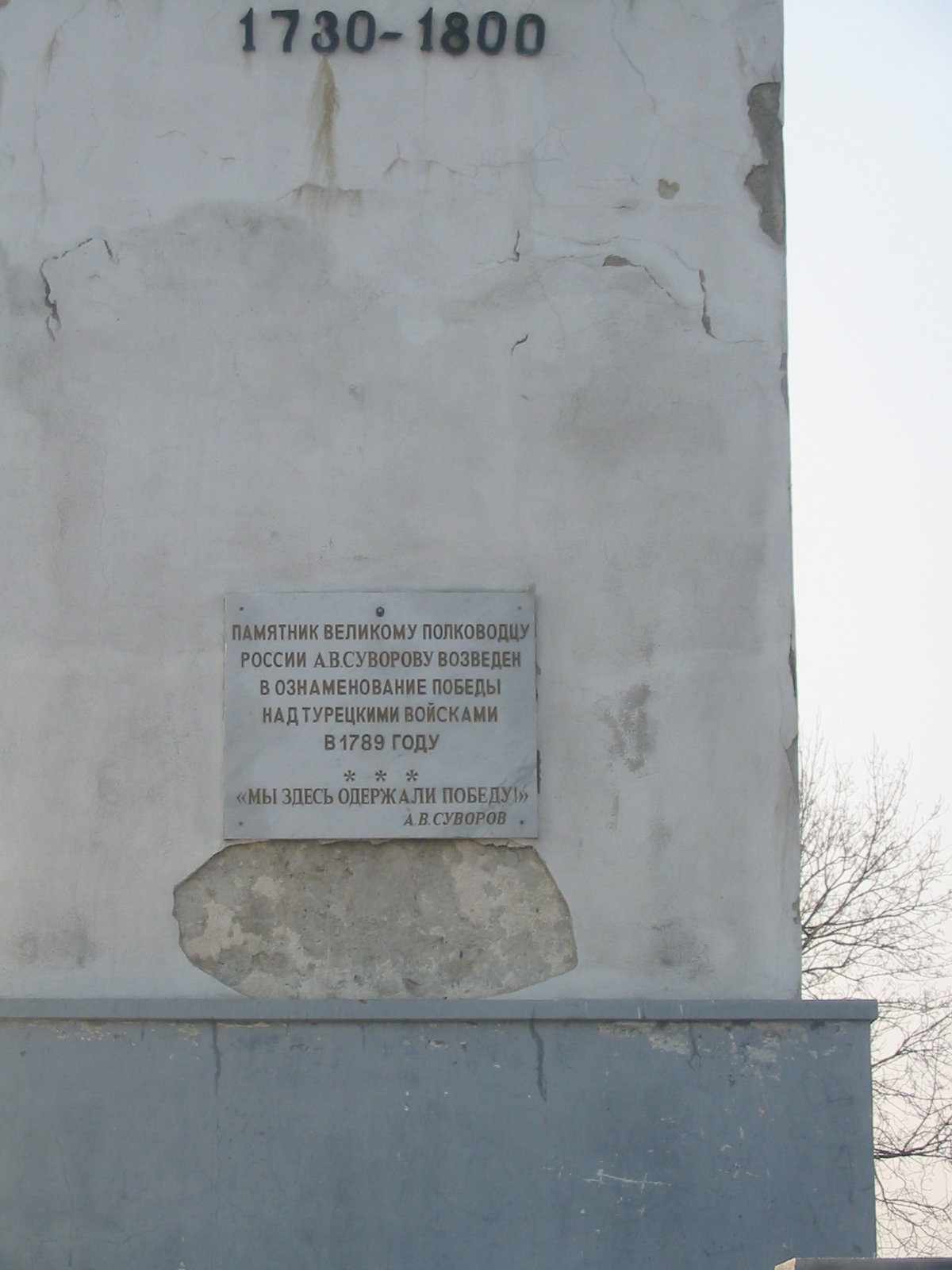
Monumentul lui Suvorov (detaliu)
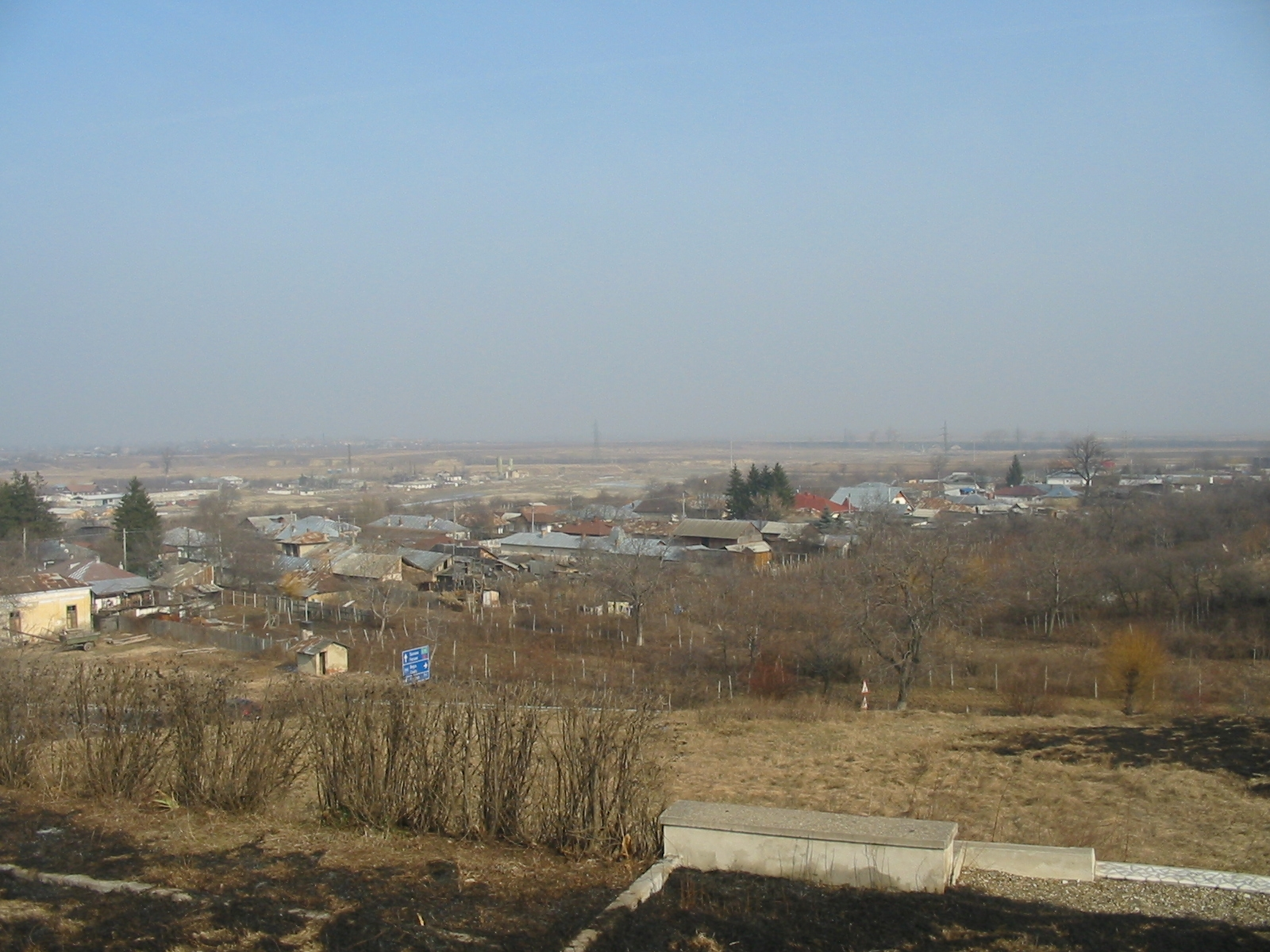
Locul bătăliei din 1789